# Andrée Bruguière de Gorgot
Andrée Bruguière de Gorgot, née le 30 octobre 1892 à La Redorte dans le département français de l'Aude et morte le 1er janvier 1941, est une poétesse française du XXe siècle.

## Biographie
Andrée Bruguière de Gorgot née le 30 octobre 1892 à La Redorte, est la fille de Jules Gustave Bruguière (né en 1862), grand propriétaire viticulteur de l’Aude et d'Angeles Neyra de Gorgot (née en 1870). 
Elle se fiance le 20 juillet 1914 au château de La Redorte avec le vicomte Robert Cazamajor d'Artois. Mobilisé pour participer à la Première Guerre mondiale, celui-ci est fait prisonnier. En 1915, la jeune fiancée publie au bénéfice de la société française de secours aux blessés militaires le recueil de poèmes Lueurs dans l'ombre. Cet ouvrage qui traduit les émotions des femmes qui voient leur bien-aimé parti à la guerre est dédié à « l'Absent ». Les deux fiancés ne se marieront qu'après la guerre, le 11 février 1919. 
A sa création en novembre 1923, elle devient rédactrice en chef de la nouvelle revue Septimanie, une publication trimestrielle valorisant la culture régionale languedocienne. Cette revue est connue pour sa qualité et son engagement à promouvoir les arts et la littérature de la région. Elle y publie régulièrement des poèmes inédits et cesse d'en être rédactrice en chef au dixième numéro (25 août 1924) et aurait posé comme modèle pour la vendangeuse qui orne la couverture de la revue.
Andrée Bruguière de Gorgot meurt le 1er janvier 1941.

## Œuvres
- Lueurs dans l'ombre, 1915
- Chanson nocturne, poésie, adaptation musicale de Joseph Baichère, 1917[9]
- Dans les ruines d’Ampurias, 1918[10]
- La Légende des Pyrénées, drame antique en trois actes et en vers, 1921